# ارکه یا Erke
ارکه یا ERKE یک برند پوشاک ورزشی است که متعلق به شرکت چینی HongXing Erke Group است این برند در زمینه کفش و لباس ورزشی تخصص دارد و از نمادهای ورزشی بزرگ در تیم المپیک چین حمایت مالی کرده است ارکه همچنین اسپانسر رسمی کیت تیم ملی فوتبال کره جنوبی بود
کمپانی erke ارایه دهنده محصولات ورزشی اورجینال هست و به دلیل انحصاری بودن این محصول نمونه تقلبی آن وجود نداشته و همیشه کیفیت اورجینال وارد بازار جهانی می کند.
همچنین اسپانسر رسمی پوشاک برای مسابقات قهرمانی تور WTA 2012 و مسابقات تنیس ATP 1000 شانگهای و مسابقات تنیس روی میز اوپن قطر بود گزارش شده است که درآمد Hongxing Erke در سال 2020  2.8 میلیارد بوده